# Pierre Érard

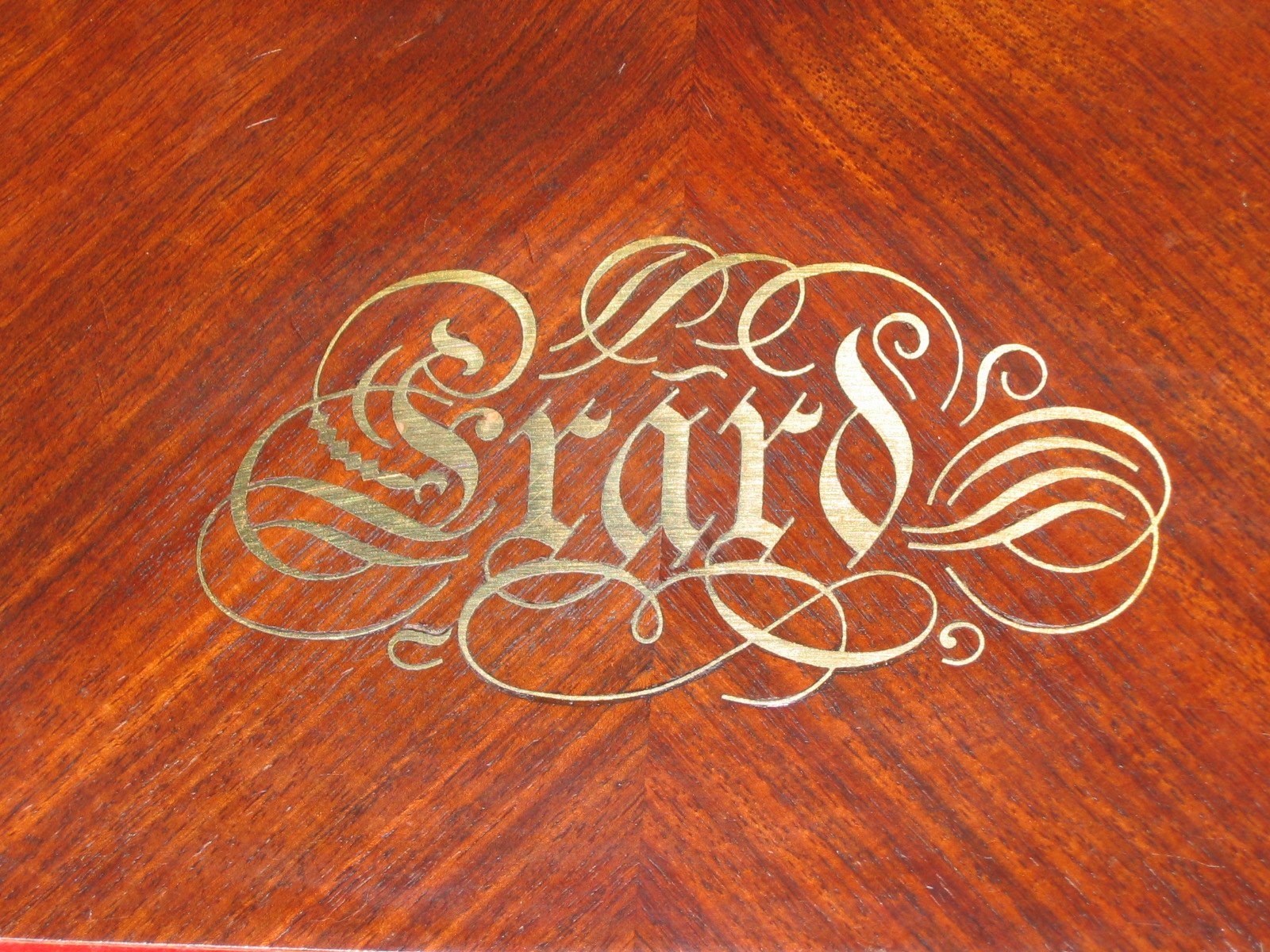
Logotip de la família Erard

Pierre Erard (París, 1796 - 1855) fou un tècnic musical francès.
De jove passà a Londres per dirigir la fàbrica d'arpes fundada pel seu oncle Sébastien. A la mort del seu oncle, del que en fou hereu, s'encarregà del negoci, donant un gran impuls als dos grans establiments que havia deixat Sébastien, un a París i l'altra ja citat a Londres, pel que residí alternativament en ambdues capitals.
Publicà: The Arp in its present improved State compared with the original pedal Harp (1821), i Perfectionement apportés dans le mecanisme du piano par les Erard, depuis l'origine de cet instrument jusqu'a l'exposition de 1834 (París, 1834).